# Aderarea Republicii Moldova la Uniunea Europeană

Hartă prezentând Uniunea Europeană (verde) și Republica Moldova (oranj)

Republica Moldova a solicitat aderarea la Uniunea Europeană la 3 martie 2022, în aceeași zi cu Georgia și la trei zile după Ucraina. Această candidatură a fost anunțată de președintele Maia Sandu.
La 17 iunie 2022, Comisia Europeană a recomandat oficial Consiliului European să i se acorde Republicii Moldova o perspectivă europeană și statut de candidat la aderarea la Uniunea Europeană, cu o serie de condiții privind începerea negocierilor de aderare, și pe 23 iunie Consiliul a acordat Moldovei statutul de țară candidată la aderare.

## Istorie

### Context
În contextul invaziei Ucrainei de către Rusia, Trio-ul Asociat și-a discutat opiniile cu privire la aderarea la Uniunea Europeană. În urma solicitării președintelui Ucrainei Volodîmîr Zelenski de aderare la Uniunea Europeană la 28 februarie 2022, Georgia și Moldova și-au depus oficial candidaturile pe 3 martie 2022.
La 23 iunie 2022, Consiliul European a acordat Republicii Moldova statutul de candidat la aderarea la Uniunea Europeană. Charles Michel, președintele Consiliului European, a spus că a fost un „moment istoric”. La 14 decembrie 2023, Consiliul European a aprobat deschiderea negocierilor pentru aderarea Republicii Moldova la Uniunea Europeană. Este una dintre cele nouă țări candidate actuale la UE, împreună cu Albania, Bosnia și Herțegovina, Georgia, Muntenegru, Macedonia de Nord, Serbia, Turcia și Ucraina. Obiectivul Republicii Moldova este ca aderarea să aibă loc până în anul 2030.